# Lovön
Lovön est une île située sur le lac Mälar, en Suède, dans la commune d'Ekerö. Elle est reliée à la terre ferme, à travers la petite île de Kärsön, par deux ponts conduisant au district de Bromma, à l'ouest de Stockholm.
Elle est surtout connue pour abriter le palais royal de Drottningholm et son parc. Le principal établissement humain est le village homonyme voisin. Tout le territoire de l'île est depuis le temps de Gustav Vasa un domaine de la couronne dépendant du palais, ce qui a contribué à une bonne préservation du paysage naturel et cultivé traditionnel.
Deux installations hautement sensibles se trouvent sur l'île : le site central de l'Institut national de défense radio de la Suède, et la station d'épuration qui alimente en eau potable une grande partie de Stockholm.
Lovön compte plusieurs sites archéologiques, comme le champ funéraire d'Edeby datant de l'Âge du fer, et le site de Lunda, où ont été trouvés des restes remontant au Néolithique et à l'Âge du bronze.

## L'église de Lovö

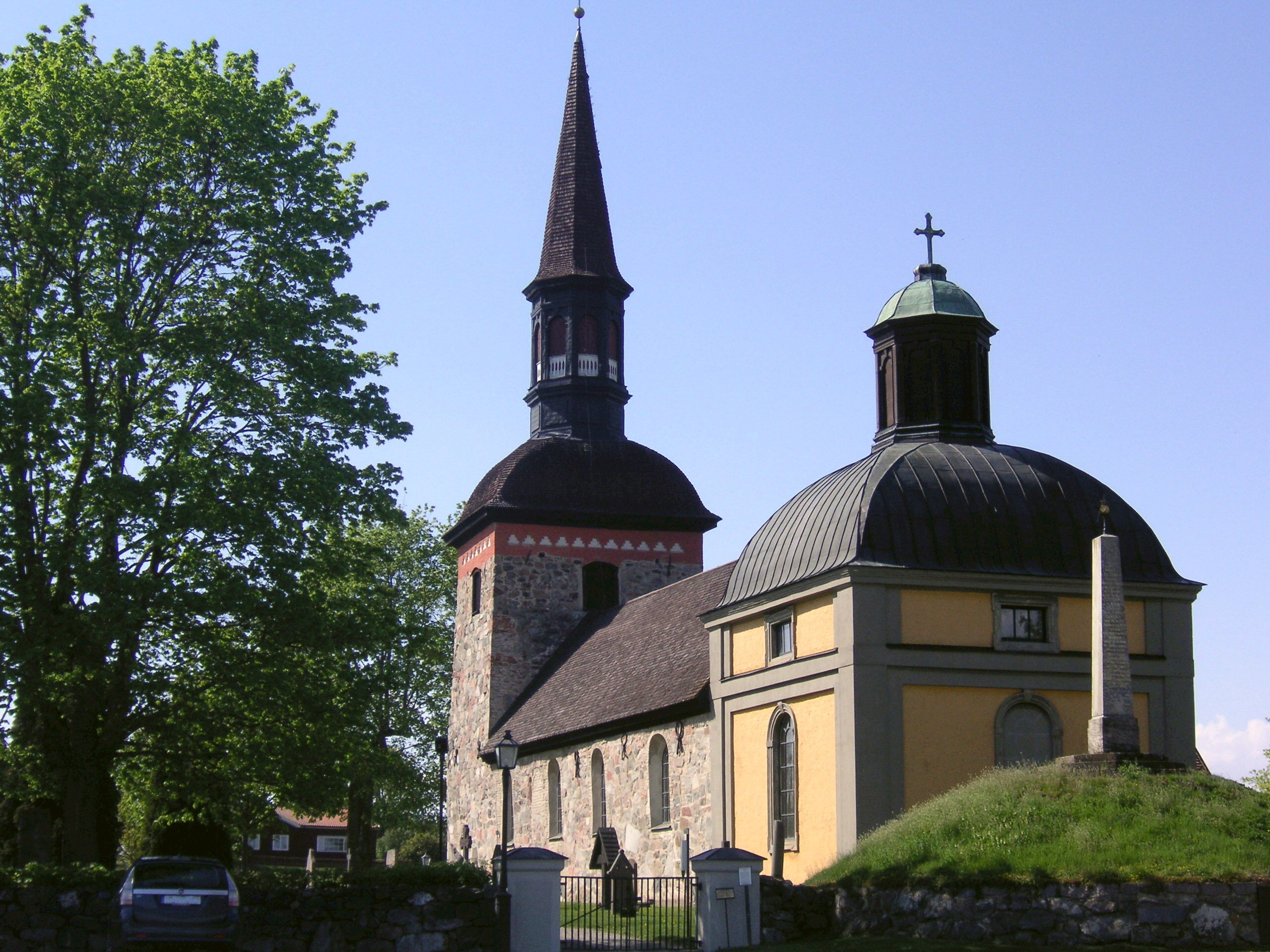
Église de Lovö (en 2008).

Au centre de l'île se trouve une petite église d'origine médiévale, agrandie et très remaniée au XVIIe siècle, mais dont les soubassements semblent dater du XIe siècle. Lors de travaux intervenus dans les années 1930 on a trouvé dans les fondations cinq pierres runiques datées des débuts de la christianisation en Suède, soit vraisemblablement le Xe siècle dans cette région. Ces pierres sont aujourd'hui dressées en terre autour de l'église. 
Dans le cimetière attenant se trouve la tombe de Carin Göring (née Carin Axelina Hulda von Fock), la première épouse suédoise de Hermann Göring, qui y a été enterrée deux fois : une première fois en 1931 après son décès à Stockholm, une seconde fois en 1951 lorsque ses restes, entre-temps transférés en Allemagne puis incinérés et exfiltrés d'Allemagne de l'Est, ont été rapatriés en Suède. 